# Herbert-Ernst Vahl
Herbert-Ernst Vahl (ur. 9 października 1896 w Poznaniu, zam. 22 lipca 1944 w Salonikach) – niemiecki wojskowy, SS-Brigadeführer i Generalmajor der Waffen-SS. 

## Życiorys
Urodził się w Poznaniu.  
Po wybuchu I wojny światowej wstąpił na ochotnika do wojska i służył w 7 pułku grenadierów. W czasie wojny skończył szkołę oficerską i otrzymał stopień porucznika. Po demobilizacji pozostał w wojsku i w Reichswehrze był dowódcą kompanii motocyklistów w 14 pułku kawalerii. Po powstaniu Wehrmachtu pozostał w wojsku, służył w jednostkach pancernych. 
W kampanii wrześniowej dowodził 65 batalionem pancernym w składzie 1 Dywizji Lekkiej, następnie wziął udział w kampanii francuskiej, jako dowódca 101 batalionu pancernego. Następnie na czele tego batalionu wziął udział w ataku na ZSRR. W dniu 15 grudnia 1941 roku został dowódcą 29 pułku pancernego 12 Dywizji Pancernej.
1 sierpnia 1942 roku wstąpił do SS (nr leg. 430 348) i został dowódcą 2 pułku pancernego 2 Dywizji Grenadierów Pancernych SS  „Das Reich”. Następnie w okresie od 10 lutego do 18 marca 1943 roku był dowódcą 2 Dywizji Grenadierów Pancernych SS „Das Reich”. W dniu 1 lipca 1943 roku został inspektorem wojsk pancernych Waffen-SS. W dniu 7 maja 1944 roku został dowódcą 4 Dywizji Grenadierów Pancernych SS „Polizei”, która stacjonował na Bałkanach, główne siły na terenie Grecji, gdzie brała udział w walkach przeciwko partyzantce. 
W dniu 22 lipca 1944 roku zginął w wypadku samochodowym w Salonikach.

## Awanse

### armia Cesarstwa Niemieckiego
- podporucznik (Leutnant) (08.01.1915)

### Reichswehra
- porucznik (Oberleutnant) (01.04.1925)
- kapitan (Hauptmann) (01.02.1931)

### Wehrmacht
- major (Major) (01.11.1936)
- podpułkownik (Oberstleutnant) (01.02.1939)
- pułkownik (Oberst) (13.12.1941)

### Waffen-SS
- SS-Standartenführer (01.08.1942)
- SS-Oberführer (10.02.1943)
- SS-Brigadeführer i Generalmajor Waffen-SS (01.04.1943)

## Odznaczenia
- Krzyż Rycerski Krzyża Żelaznego (31.03.1943)
- Złoty Krzyż Niemiecki (18.09.1941)
- Krzyż Żelazny I kl. (30.04.1918)
- Okucia Krzyża Żelaznego I kl. (13.06.1941)
- Krzyż Żelazny II kl. (27.06.1915)
- Okucia Krzyża Żelaznego II kl. (12.10.1939)